# Marshall Stone
Marshall Harvey Stone (New York, 8 aprile 1903 – Madras, 9 gennaio 1989) è stato un matematico statunitense, noto soprattutto per il teorema di rappresentazione per le algebre booleane.
Si iscrive alla Harvard University nel 1919 e consegue il dottorato nel 1926, avendo come supervisore George Birkhoff e con una dissertazione dal titolo Ordinary Linear Homogeneous Differential Equations of Order n and the Related Expansion Problems.
Si interessa quindi di problemi concernenti gli sviluppi in serie di funzioni ortogonali. Dal 1931 al 1933 insegna alla Yale University;
passa quindi alla Harvard University presso la quale diventa full professor nel 1937. Affronta poi problemi riguardanti la teoria spettrale posti dalla impostazione basata sulla teoria dei gruppi della meccanica quantistica. Nel 1934, nel corso di questi studi dimostra il teorema di rappresentazione noto con il suo nome. In seguito generalizza un risultato di Karl Weierstraß sulla approssimazione uniforme mediante polinomi ottenendo quello che oggi viene comunemente chiamato teorema di Stone-Weierstrass. Durante la seconda guerra mondiale si occupa di ricerche militari segrete. Nel 1946 passa al dipartimento di matematica dell'Università di Chicago; qui sviluppa un'attività che gli consente di attrarre personalità quali Saunders Mac Lane, Shiing-shen Chern e André Weil e di far diventare il dipartimento un centro matematico di eccellenza. A Chicago rimane fino al pensionamento nel 1968.